# Рауль де Невилль
Рауль де Невилль (Raoul De Neuville, также известный как Robert de Vienne; имя иногда пишут как Radulf, а фамилию как Neufville) — католический церковный деятель XIII века. На консистории 1202 года был провозглашен кардиналом-священником с титулом церкви Санта-Сабина. В октябре 1203 года стал епископом Арраса, отказавшись от кардинальского титула.